# کرنپسک
کرنپسک (به لهستانی:  Krępsk) یک منطقهٔ مسکونی در لهستان است که در گمینا چووخوو واقع شده‌است.
 کرنپسک  ۱۹۲ نفر جمعیت دارد.